# Testinstallatie voor antennes

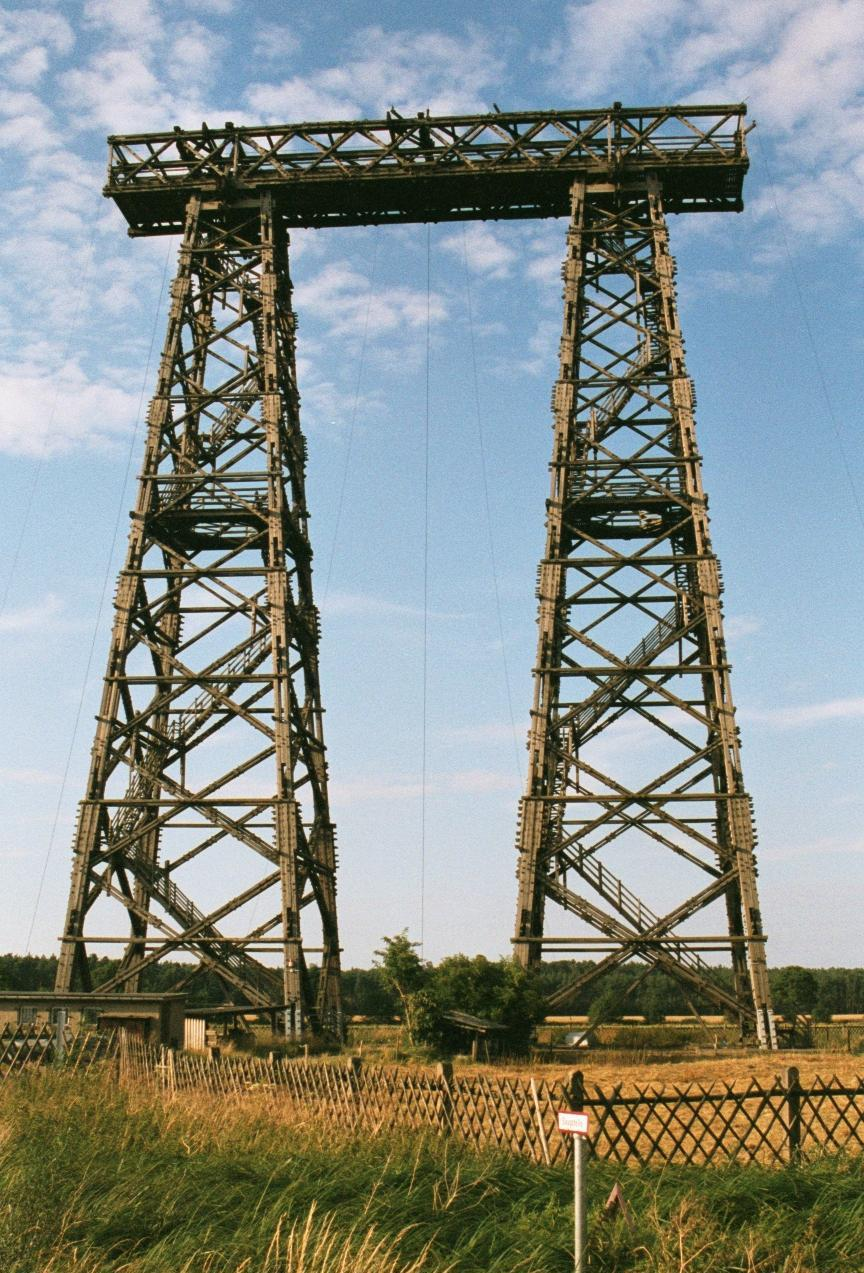

In 1963 is een testinstallatie voor antennes opgericht bij Brück, ten zuiden van Berlijn. De testinstallatie bestaat (anno 2005) uit drie torens, ongeveer 54 meter hoog, helemaal van hout, dus zonder metalen onderdelen. Twee van de drie torens zijn met elkaar verbonden door middel van een houten brug boven op de torens.
De torens worden gebruikt om de ontvang- en zendkarakteristieken van antennes te bepalen. Metalen onderdelen zouden een verstoring in de metingen geven.
Een vierde toren, die in 1958 was gebouwd, werd in 1979 door brand vernietigd.
Van 1965 tot 2000 werden er ook kortegolf-antennes getest. Deze testen waren minder voor het meten van de zendkarakteristieken dan wel voor het onderzoeken van de weersbestendigheid van antennematerialen.